# Primera División 1995-1996 (Spagna)
La Primera División 1995-1996 è stata la 65ª edizione della massima serie del campionato spagnolo di calcio, disputato tra il 2 settembre 1995 e il 25 maggio 1996 e concluso con la vittoria dell'Atlético Madrid al suo nono titolo.
Capocannoniere del torneo è stato Juan Antonio Pizzi (Tenerife) con 31 reti.

## Stagione

### Aggiornamenti
La sessantacinquesima edizione della Primera División spagnola fu caratterizzata dall'introduzione di numerose novità a livello regolamentare: in seguito alla controversa vicenda che coinvolse Siviglia e Celta Vigo: inizialmente furono escluse dalla Primera División per problemi finanziari, al loro posto furono ripescate Albacete e Real Valladolid. In seguito furono riammesse e si decise di ampliare quindi il lotto delle squadre partecipanti a 22 in maniera tale da includere anche Albacete e Real Valladolid. Ulteriori novità regolamentari riguardarono il sistema di assegnazione dei punti che ora prevedeva tre punti per la squadra vincitrice di un incontro e non più due, la possibilità di tesserare un massimo di cinque giocatori stranieri a squadra (fermo restando il limite di tre nella lista da consegnare all'arbitro il giorno della partita), nonché l'aumento a tre del numero di sostituzioni. Fu inoltre mandata in pensione la vecchia numerazione dall'1 all'11 per i giocatori, che ora ottenevano un numero fisso e la comparsa del nome sulla maglia.

### Avvenimenti
All'avvio del torneo il Real Madrid si fece subito notare rifilando cinque reti al Rayo Vallecano, ma piombò ben presto nelle retrovie lasciando il via libera all'Atlético Madrid e all'Espanyol, entrambe capaci di rimanere a punteggio pieno fino alla quarta giornata. Il 1º ottobre, sconfiggendo di misura il Racing Santander, i Periquitos allungarono la striscia positiva proiettandosi al comando solitario della classifica: dopo quattro giorni fu di scena al Vicente Calderón il primo big-match della stagione, che vide i Colchoneros interrompere la striscia positiva degli avversari, sopravanzandoli al primo posto. Tallonato da entrambe le squadre di Barcellona, l'Atlético Madrid effettuò un iniziale tentativo di fuga ma, la prima sconfitta stagionale rimediata nel derby del 18 novembre permise a Periquitos e Blaugrana di agguantare la vetta. Già una settimana dopo i Colchoneros ripresero il comando solitario della classifica e, dopo aver prevalso nello scontro diretto del 9 dicembre contro il Barcellona, effettuarono nel periodo natalizio un allungo che permise loro di arrivare al giro di boa con sette punti di vantaggio sul sorprendente Compostela e otto sull'Espanyol terzo.
Con l'inizio del girone di ritorno l'Atlético Madrid allungò ulteriormente il distacco sulle inseguitrici totalizzando, dopo tre giornate, un vantaggio di 11 punti sulle due squadre di Barcellona. Sconfitto l'Espanyol nello scontro diretto del 18 febbraio, i Colchoneros gestirono il distacco nei confronti del Barcellona (unica avversaria rimasta in gara) fin quando, in seguito alla sconfitta nel derby del 30 marzo, persero terreno ottenendo due pareggi nelle successive due partite e arrivando alla vigilia dello scontro diretto (in programma al Camp Nou il 25 aprile) con soli tre punti di vantaggio sui Blaugrana. Una vittoria per 3-1 proiettò l'Atlético Madrid verso la vittoria del titolo: benché sconfitti dopo due giorni da un Valencia che subentrerà al Barcellona in seconda posizione, i Colchoneros non persero più una gara ratificando, infine, il loro nono titolo il 25 maggio con una vittoria casalinga sull'Albacete.
In zona UEFA, l'esito della già disputata finale di Coppa del Re lasciò libero un posto valido per la qualificazione alla terza competizione europea: a beneficiare di tale situazione fu il Tenerife del capocannoniere Juan Antonio Pizzi, capace di avere la meglio su un Real Madrid che per la seconda volta nella propria storia e dopo diciannove anni, rimarrà escluso dalle competizioni europee. Sul fondo della classifica, il Real Valladolid riuscì a rimontare il pesante handicap rimediato nel girone di andata, costringendo il Rayo Vallecano allo spareggio contro il Maiorca, terzo classificato della Segunda División: il 2-0 ottenuto nella gara di ritorno annullerà la sconfitta di misura rimediata all'andata permettendo alla squadra di Madrid di salvarsi. Nel secondo spareggio l'Albacete rimediò una doppia sconfitta contro l'Extremadura che ottenne, per la prima volta nella sua storia, l'ingresso in massima serie. Retrocessero direttamente in Segunda División il CP Mérida e il Salamanca, condannate con alcuni turni d'anticipo.

## Squadre partecipanti
| Club                | Stagione | Città                  | Stadio                           | Stagione precedente                                                       |
| ------------------- | -------- | ---------------------- | -------------------------------- | ------------------------------------------------------------------------- |
| Albacete            | dettagli | Albacete               | Stadio Carlos Belmonte           | 17º posto in Primera División, ripescato                                  |
| Athletic Bilbao     | dettagli | Bilbao                 | Stadio di San Mamés              | 8º posto in Primera División                                              |
| Atlético Madrid     | dettagli | Madrid                 | Stadio Vicente Calderón          | 14º posto in Primera División                                             |
| Barcellona          | dettagli | Barcellona             | Camp Nou                         | 4º posto in Primera División                                              |
| Real Betis          | dettagli | Siviglia               | Stadio Benito Villamarín         | 3º posto in Primera División                                              |
| Celta Vigo          | dettagli | Vigo                   | Stadio Balaídos                  | 13º posto in Primera División                                             |
| Compostela          | dettagli | Santiago di Compostela | Stadio San Lázaro                | 16º posto in Primera División                                             |
| Deportivo La Coruña | dettagli | La Coruña              | Stadio Riazor                    | 2º posto in Primera División                                              |
| Espanyol            | dettagli | Barcellona             | Stadio di Sarriá                 | 6º posto in Primera División                                              |
| CP Mérida           | dettagli | Mérida                 | Stadio Romano                    | 1º posto in Segunda División, promosso                                    |
| Racing Santander    | dettagli | Santander              | Stadio El Sardinero              | 12º posto in Primera División                                             |
| Rayo Vallecano      | dettagli | Madrid                 | Estadio Teresa Rivero            | 2º posto in Segunda División, promosso                                    |
| Real Madrid         | dettagli | Madrid                 | Stadio Santiago Bernabéu         | 1º posto in Primera División                                              |
| Real Oviedo         | dettagli | Oviedo                 | Stadio Carlos Tartiere           | 9º posto in Primera División                                              |
| Real Saragozza      | dettagli | Saragozza              | Stadio La Romareda               | 7º posto in Primera División                                              |
| Real Sociedad       | dettagli | San Sebastián          | Stadio Anoeta                    | 11º posto in Primera División                                             |
| Real Valladolid     | dettagli | Valladolid             | Stadio José Zorrilla             | 19º posto in Primera División, ripescato                                  |
| Salamanca           | dettagli | Salamanca              | Stadio Helmántico                | 4º posto in Segunda División, promosso dopo lo spareggio interdivisionale |
| Siviglia            | dettagli | Siviglia               | Stadio Ramón Sánchez Pizjuán     | 5º posto in Prima División                                                |
| Sporting Gijón      | dettagli | Gijón                  | Stadio El Molinón                | 18º posto in Primera División                                             |
| Tenerife            | dettagli | Tenerife               | Stadio Heliodoro Rodríguez López | 15º posto in Primera División                                             |
| Valencia            | dettagli | Valencia               | Stadio Mestalla                  | 10º posto in Primera División                                             |

## Classifica finale
|        | Pos. | Squadra             | Pt | G  | V  | N  | P  | GF | GS | DR  |
| ------ | ---- | ------------------- | -- | -- | -- | -- | -- | -- | -- | --- |
|        | 1.   | Atlético Madrid     | 87 | 42 | 26 | 9  | 7  | 75 | 32 | +43 |
|        | 2.   | Valencia            | 83 | 42 | 26 | 5  | 11 | 77 | 51 | +26 |
| [ 16 ] | 3.   | Barcellona          | 80 | 42 | 22 | 14 | 6  | 72 | 39 | +33 |
|        | 4.   | Espanyol            | 74 | 42 | 20 | 14 | 8  | 63 | 36 | +27 |
|        | 5.   | Tenerife            | 72 | 42 | 20 | 12 | 10 | 69 | 54 | +15 |
|        | 6.   | Real Madrid         | 70 | 42 | 20 | 10 | 12 | 75 | 51 | +24 |
|        | 7.   | Real Sociedad       | 63 | 42 | 17 | 12 | 13 | 62 | 53 | +9  |
|        | 8.   | Real Betis          | 62 | 42 | 16 | 14 | 12 | 61 | 54 | +7  |
|        | 9.   | Deportivo La Coruña | 61 | 42 | 16 | 13 | 13 | 63 | 44 | +19 |
|        | 10.  | Compostela          | 59 | 42 | 17 | 8  | 17 | 47 | 54 | -7  |
|        | 11.  | Celta Vigo          | 52 | 42 | 12 | 16 | 14 | 49 | 51 | -2  |
|        | 12.  | Siviglia            | 48 | 42 | 11 | 15 | 16 | 43 | 55 | -12 |
|        | 13.  | Real Saragozza      | 48 | 42 | 11 | 15 | 16 | 51 | 59 | -8  |
|        | 14.  | Real Oviedo         | 48 | 42 | 12 | 12 | 18 | 48 | 67 | -18 |
|        | 15.  | Athletic Bilbao     | 48 | 42 | 11 | 15 | 16 | 44 | 55 | -11 |
|        | 16.  | Real Valladolid     | 47 | 42 | 11 | 14 | 17 | 57 | 62 | -5  |
|        | 17.  | Racing Santander    | 47 | 42 | 11 | 14 | 17 | 47 | 69 | -22 |
|        | 18.  | Sporting Gijón      | 46 | 42 | 13 | 7  | 22 | 51 | 60 | -9  |
|        | 19.  | Rayo Vallecano      | 44 | 42 | 12 | 8  | 22 | 47 | 75 | -28 |
|        | 20.  | Albacete            | 42 | 42 | 10 | 12 | 20 | 55 | 81 | -26 |
|        | 21.  | CP Mérida           | 42 | 42 | 10 | 12 | 20 | 37 | 62 | -15 |
|        | 22.  | Salamanca           | 33 | 42 | 8  | 9  | 25 | 53 | 82 | -29 |

Legenda:
      Campione di Spagna ed ammessa alla UEFA Champions League 1996-1997.
      Ammesse alla Coppa delle Coppe 1996-1997.
      Ammesse alla Coppa UEFA 1996-1997.
  Partecipa agli spareggi interdivisionali.
      Retrocesse in Segunda División 1996-1997.
Regolamento:
Tre punti a vittoria, uno a pareggio, zero a sconfitta.
In caso di arrivo di due o più squadre a pari punti, la graduatoria verrà stilata secondo la classifica avulsa tra le squadre interessate che prevede, in ordine, i seguenti criteri:
- Punti negli scontri diretti.
- Differenza reti negli scontri diretti.
- Differenza reti generale.
- Reti realizzate in generale.

## Spareggi

### Spareggi interdivisionali
|                | Risultati |                | Luogo e data                     |
| -------------- | --------- | -------------- | -------------------------------- |
| Maiorca        | 1-0       | Rayo Vallecano | Palma di Maiorca, 29 maggio 1996 |
| Rayo Vallecano | 2-0       | Maiorca        | Madrid, 1º giugno 1996           |
|                |           |                |                                  |
| Extremadura    | 1-0       | Albacete       | Almendralejo, 30 maggio 1996     |
| Albacete       | 0-1       | Extremadura    | Albacete, 2 giugno 1996          |
|                |           |                |                                  |

## Statistiche

### Squadre

#### Capoliste solitarie
|    | —— | —— | —— | ——  | ——              | ——              | ——              | ——              | ——              | ——              | ——              | ——  | ——              | ——              | ——              | ——              | ——              | ——              | ——              | ——              | ——              | ——              | ——              | ——              | ——              | ——              | ——              | ——              | ——              | ——              | ——              | ——              | ——              | ——              | ——              | ——              | ——              | ——              | ——              | ——              | ——              | —— |  |
|    |    |    |    | Esp | Atlético Madrid | Atlético Madrid | Atlético Madrid | Atlético Madrid | Atlético Madrid | Atlético Madrid | Atlético Madrid |     | Atlético Madrid | Atlético Madrid | Atlético Madrid | Atlético Madrid | Atlético Madrid | Atlético Madrid | Atlético Madrid | Atlético Madrid | Atlético Madrid | Atlético Madrid | Atlético Madrid | Atlético Madrid | Atlético Madrid | Atlético Madrid | Atlético Madrid | Atlético Madrid | Atlético Madrid | Atlético Madrid | Atlético Madrid | Atlético Madrid | Atlético Madrid | Atlético Madrid | Atlético Madrid | Atlético Madrid | Atlético Madrid | Atlético Madrid | Atlético Madrid | Atlético Madrid | Atlético Madrid |    |  |
|    |    |    |    |     |                 |                 |                 |                 |                 |                 |                 |     |                 |                 |                 |                 |                 |                 |                 |                 |                 |                 |                 |                 |                 |                 |                 |                 |                 |                 |                 |                 |                 |                 |                 |                 |                 |                 |                 |                 |                 |    |  |
|    |    |    |    |     |                 |                 |                 |                 |                 |                 |                 |     |                 |                 |                 |                 |                 |                 |                 |                 |                 |                 |                 |                 |                 |                 |                 |                 |                 |                 |                 |                 |                 |                 |                 |                 |                 |                 |                 |                 |                 |    |  |
| 1ª | 2ª | 3ª | 4ª | 5ª  | 6ª              | 7ª              | 8ª              | 9ª              | 10ª             | 11ª             | 12ª             | 13ª | 14ª             | 15ª             | 16ª             | 17ª             | 18ª             | 19ª             | 20ª             | 21ª             | 22ª             | 23ª             | 24ª             | 25ª             | 26ª             | 27ª             | 28ª             | 29ª             | 30ª             | 31ª             | 32ª             | 33ª             | 34ª             | 35ª             | 36ª             | 37ª             | 38ª             | 39ª             | 40ª             | 41ª             | 42ª             |    |  |

#### Primati stagionali
- Maggior numero di vittorie: Atlético Madrid e Valencia (26)
- Minor numero di sconfitte: Barcellona (6)
- Miglior attacco: Valencia (77)
- Miglior difesa: Atlético Madrid (32)
- Miglior differenza reti: Atlético Madrid (+43)
- Maggior numero di pareggi: Celta Vigo (16)
- Minor numero di vittorie: Salamanca (8)
- Maggior numero di sconfitte: Salamanca (25)
- Peggiore attacco: CP Mérida (37)
- Peggior difesa: Salamanca (82)
- Peggior differenza reti: Salamanca (-29)

### Individuali

#### Classifica marcatori
| Gol |  |  | Giocatore            | Squadra             |
| --- |  |  | -------------------- | ------------------- |
| 31  |  |  | Juan Antonio Pizzi   | Tenerife            |
| 28  |  |  | Pedrag Mijatovic     | Valencia            |
| 25  |  |  | Bebeto               | Deportivo La Coruña |
| 23  |  |  | Alen Peternac        | Real Valladolid     |
| 19  |  |  | Raúl                 | Real Madrid         |
| 18  |  |  | Julio Salinas        | Sporting Gijón      |
| 17  |  |  | Jordi Lardín         | Espanyol            |
| 16  |  |  | Luboslav Penev       | Atlético Madrid     |
| 16  |  |  | Davor Šuker          | Siviglia            |
| 15  |  |  | Vladimir Gudelj      | Celta               |
| 15  |  |  | Juan Manuel Prieto   | CP Mérida           |
| 14  |  |  | Pier Luigi Cherubino | Betis               |
| 14  |  |  | Daniel Aquino        | Rayo Vallecano      |
| 13  |  |  | Nenad Bjelica        | Albacete            |
| 13  |  |  | Ismael Urzaiz        | Espanyol            |